# Comité national de prévention des accidents de la circulation
Le Comité national de prévention des accidents de la circulation (CNPAC) est un établissement marocain d'utilité publique institué par le décret n° 02.72.275 en date du 15 juillet 1977. Il est soumis à la tutelle du ministère chargé des Travaux publics.

## Missions
En vue d'améliorer la sécurité routière, le CNPAC est investi des missions suivantes :
- étudier et proposer aux autorités compétentes, toutes mesures destinées à réduire le nombre des accidents de la circulation;
- participer par tous les moyens, notamment d’information à l’éducation du public ;
- mettre des moyens matériels à la disposition des services chargés de la sécurité routière.

## Organisation
L'assemblée générale présidée par le ministre de l'Équipement et du Transport est composée de deux catégories de membres :
- Les représentants des départements ministériels concernés par la sécurité routière désignés dans le décret ;
- Les représentants des opérateurs du secteur privé concernés par la sécurité routière et la société civile désignés par décision du ministre de l'Équipement et du Transport pour une période de trois années renouvelables.

L'assemblée générale tient deux sessions ordinaires par an. Elle est l’instance décisionnelle suprême du Comité chargée, notamment de :
- L’examen et l’approbation des projets de programmes d’actions et budgets annuels du Comité ;
- L’examen et l’approbation des comptes annuels.

Le Bureau Directeur est composé de :
- Deux représentants du Ministère de l'Équipement et du Transport ;
- Un représentant de la Gendarmerie Royale ;
- Un Représentant de la Sûreté Nationale ;
- Trois représentants du secteur privé et de la société civile.

## Finance
Chaque année, le CNPAC élabore un programme d’action et de budget et le soumet à l’appréciation du bureau directeur puis à l'assemblée générale. Une fois approuvé, le budget est soumis au visa du ministère des Finances.